# Pont de la Basse-Chaîne
Le pont de la Basse-Chaîne franchit la Maine à Angers entre le quartier de la Doutre et le Château d'Angers, en Maine-et-Loire et la région Pays de la Loire en France.
L'ancien ouvrage, achevé en 1838, est connu pour sa rupture en 1850, qui provoqua la mort de 220 soldats du 3e bataillon du 11e régiment d'infanterie légère et de 3 civils qui le traversaient lors d'une revue militaire,. Il a été remplacé par un pont en pierre en 1856, puis par le pont à poutres actuel en 1960.

## Histoire

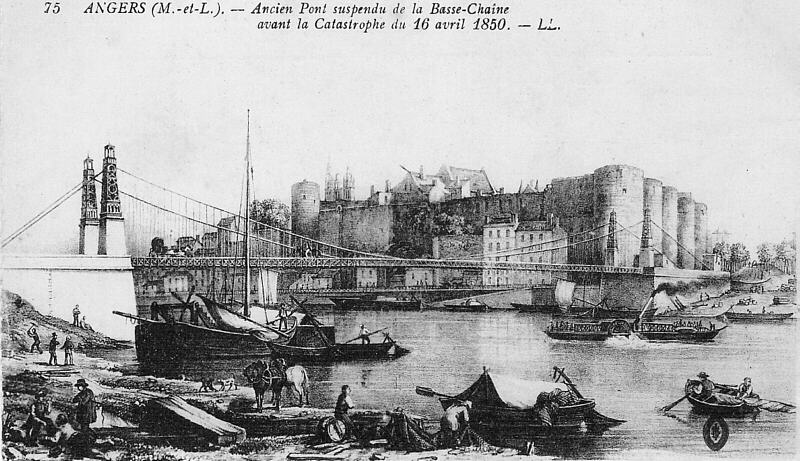
Pont suspendu de la Basse-Chaîne avant sa destruction en 1850

Le pont de la Basse-Chaîne, inauguré en septembre 1838, était un pont suspendu ancré au sol, conçu par l'architecte Joseph Chaley et autorisé par l'ordonnance royale du 12 juin 1835 pour une durée de concession de 35 ans. Il était de type routier et mesurait 102 m de longueur. Ce passage au-dessus de la Maine était établi au pied du château d'Angers, mais la culée ouest était située dans le prolongement du boulevard de Nantes (renommé boulevard Gaston-Dumesnil). Il franchissait la Maine d'une seule travée. La partie conception a débuté en 1831 et la fin à proprement parler du projet a lieu en 1842, lorsque tous les documents administratifs furent réglés, tels que les arrêtés ou les procès verbaux nécessaires à la mise en conformité de l'ouvrage. La concession et le péage du pont prirent fin en 1870.
Il existe deux versions du drame, la première incrimine la tempête, sévissant ce jour-là, ajouté au fait que certains des câbles en fer étaient oxydés, ce qui aurait conduit à l'effondrement de l'ouvrage. La seconde considère que ce pont cachait des problèmes de conception et que le bois, constituant le tablier, est entré en résonance avec la marche au pas du régiment qui défilait.

### La catastrophe de 1850

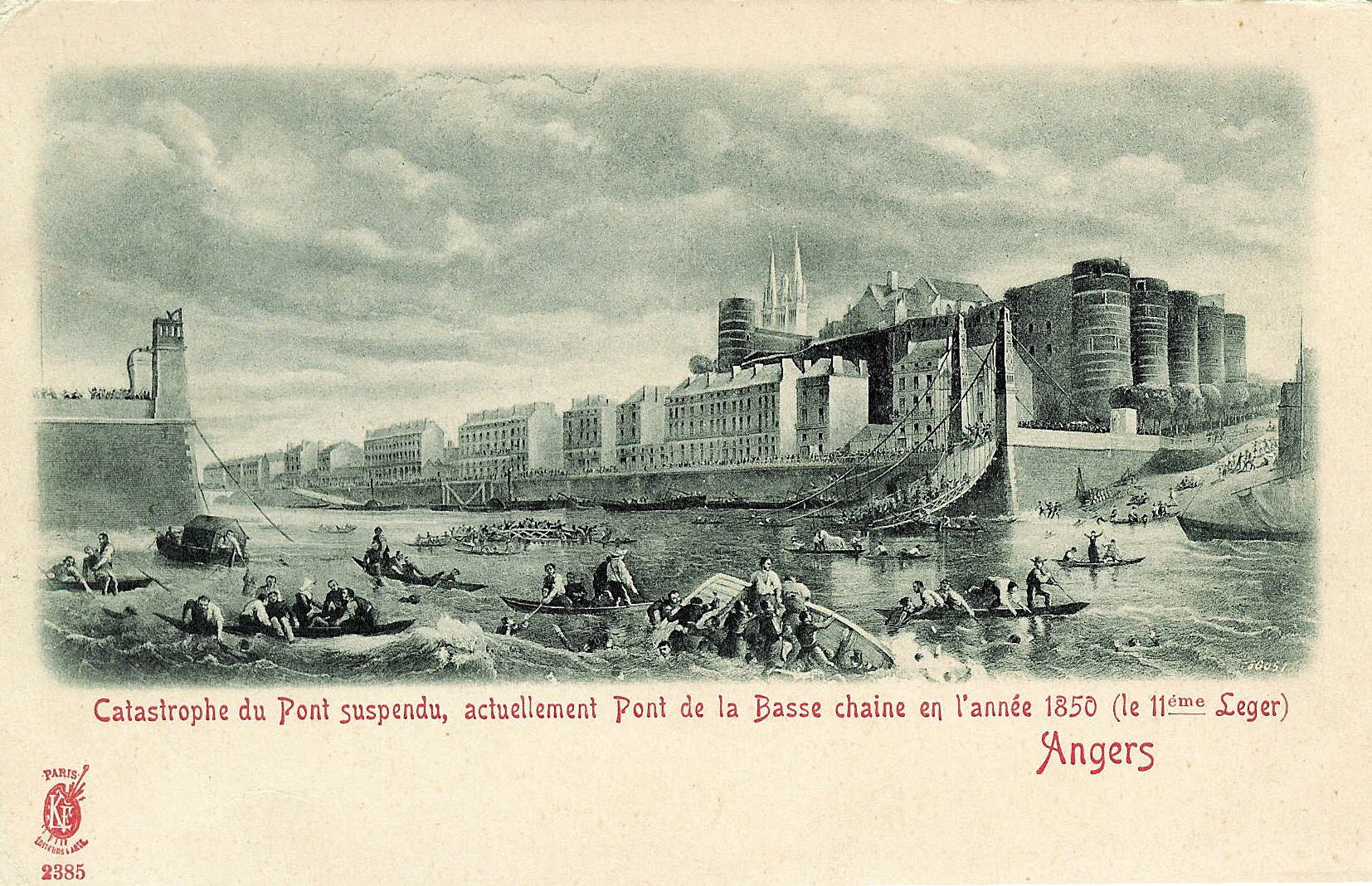
La rupture du pont de la Basse-Chaîne, à Angers, en 1850.

Le matin du 16 avril 1850, le 3e bataillon du 11e régiment d'infanterie légère partait en direction de la place de l'Académie pour y passer une revue. Ils revenaient du bois d'Avrillé où ils avaient fait une halte pour prendre un repas. Ce jour-là, une tempête épouvantable s'abattait sur Angers mais les hommes continuèrent leur marche en direction du pont. Le lieutenant-colonel Simonet, qui commandait la troupe, avait fait rompre le pas.
Une partie du bataillon avait atteint la rive gauche quand le vent violent provoqua des oscillations du pont suspendu, qui furent accentuées par les soldats se balançant d'un côté à l'autre, dans le but d'équilibrer le tablier. Un « craquement formidable » se fit entendre, puis le poids des soldats acheva la rupture des câbles de suspension qui précipita le régiment dans la rivière, provoquant la mort de 223 hommes (226 selon certaines sources), parfois transpercés dans leur chute par les baïonnettes de leurs camarades. Deux employés d'octroi qui accompagnaient le bataillon, moururent noyés dans ce drame. Les écrits, qui tentent de nous faire part de l'horreur de la scène, mentionnent : « La Maine devint rouge et vit se débattre dans les affres de la mort 485 soldats ». Plus tard, la tempête, ainsi que l'oxydation des câbles du pont suspendu seront mis en cause dans cette tragédie.
La variante de l'histoire accuse la marche au pas du régiment d'être responsable de la rupture du pont, pourtant arrêtée avant l'entrée du pont selon certains écrits : les vibrations régulières sur le pont suspendu donnèrent au tablier un mouvement ondulant, s'amplifiant car entretenu par le pas des soldats jusqu'à l'entrée en résonance du pont et sa destruction. Le matériau constitutif du tablier du pont, à savoir l'acier, a alors vibré selon la même fréquence que le rythme de la marche au pas du régiment, ce qui a généré ce phénomène. Cette version est contestée puisqu'un règlement interdisant la marche au pas sur les ponts existait avant cette catastrophe.
Les funérailles des victimes eurent lieu le 18 avril, en présence de Louis-Napoléon Bonaparte, président de la République, et du général d'Hautpoul, ministre de la guerre. La catastrophe connut un énorme retentissement en Bretagne, dont étaient originaires un grand nombre de soldats du bataillon. Elle fit le sujet d'une longue pièce de vers en breton, imprimée à Morlaix par Alexandre Lédan, et probablement composée par ses soins.
Les travaux de démolition ont été entrepris ultérieurement pour dégager la Maine et les parties restées instables après la chute de l'ouvrage, puis des études ont été lancées pour prévoir la construction d'un nouveau passage. Une plaque commémorative, placée sur l'actuel pont, rend hommage aux victimes de l'accident.

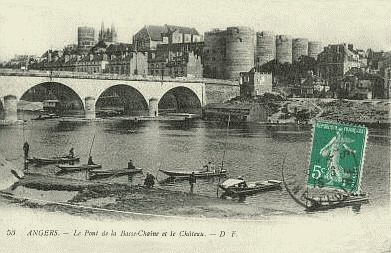
Le pont en pierre de 1856

### Le pont en pierre de 1856
Il fut remplacé par un pont en arc voûté en pierre, constitué de cinq travées. La construction débuta en 1851, sous la direction de l'ingénieur Thoré, l'entrepreneur retenu, et son inauguration eut lieu le 15 avril 1856,.

### Accident similaire: l'effondrement du pont de Broughton
Un accident similaire relaté dès 1833, dans le Magasin Pittoresque, avait eu lieu vingt ans avant celui d'Angers, en Angleterre sur le pont suspendu de Broughton, près de Manchester. Le 12 avril 1831, ce pont construit sur la rivière d'Irwel s'est écroulé lors du passage d'un détachement de 60 hommes d'artillerie. Le détachement avançant au pas, le balancement synchrone du pont allait croissant. Alors que la tête du détachement allait atteindre l'autre extrémité du pont, un des piliers en fer supportant les chaînes tomba sur le pont, entraînant avec lui une grosse pierre du piédestal à laquelle il était fixé. L'un des coins du tablier se trouvant abandonné, s'affaissa immédiatement et plongea dans la rivière.
L'effondrement provoque une vingtaine de blessés.

## Descriptif
Le pont de la Basse-Chaîne réunit les quartiers de la Doutre et du boulevard Foulques-Nerra, avec le centre et le boulevard du Général-de-Gaulle, en face du château d'Angers. Il est situé entre la Cale de la Savatte en amont avec l'espace culturel Le Quai et le Nouveau théâtre d'Angers, puis le quai Éric-Tabarly en aval. On peut apercevoir également le long de la Maine le pont de Verdun en amont et le pont de l'Atlantique en aval, juste avant le lac de Maine.
L'ouvrage, tel qu'il est aujourd'hui, a été inauguré le 21 mars 1960,.

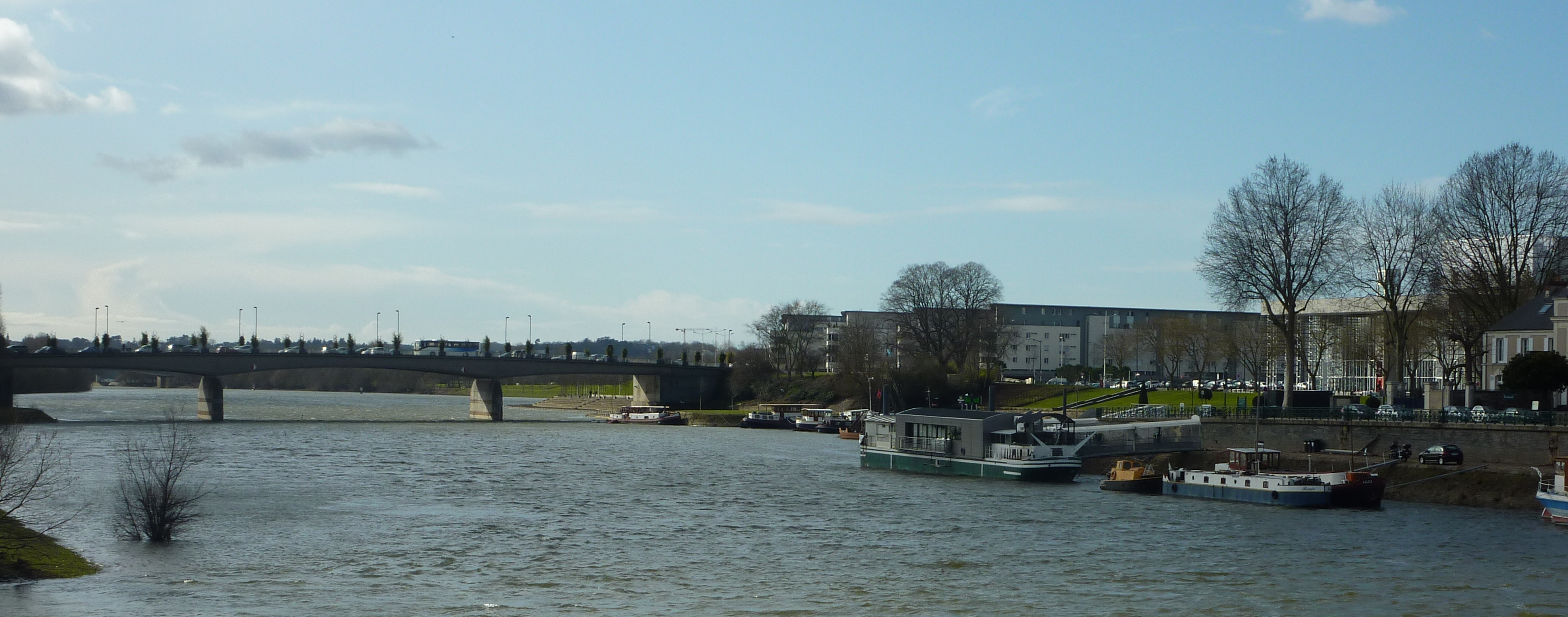
Vue depuis le pont de Verdun sur la cale de la Savatte

Il s'agit d'un pont à poutres avec 3 travées pour 2 piles dans la Maine. Le tablier est composé de 8 poutres en béton armé par travée et supporte 4 voies de circulation. Les piles sont en maçonneries.

## Galerie photographique

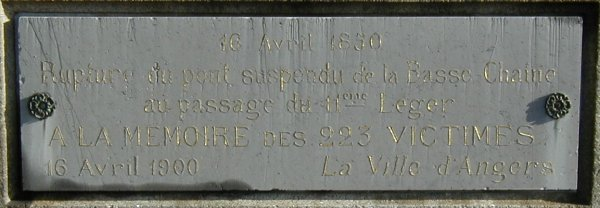
Plaque commémorative de la catastrophe du 16 avril 1850
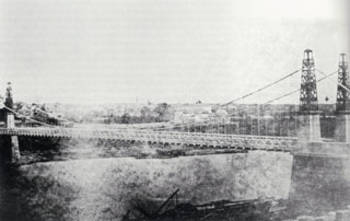
Le premier pont de la Basse-Chaîne. Première photographie conservée concernant Angers[1].
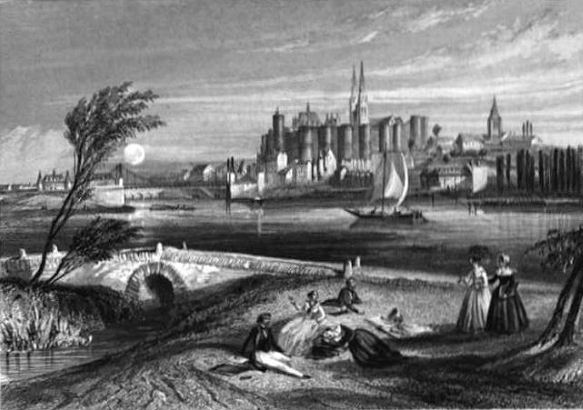
Le pont de la Basse-Chaîne vers 1850
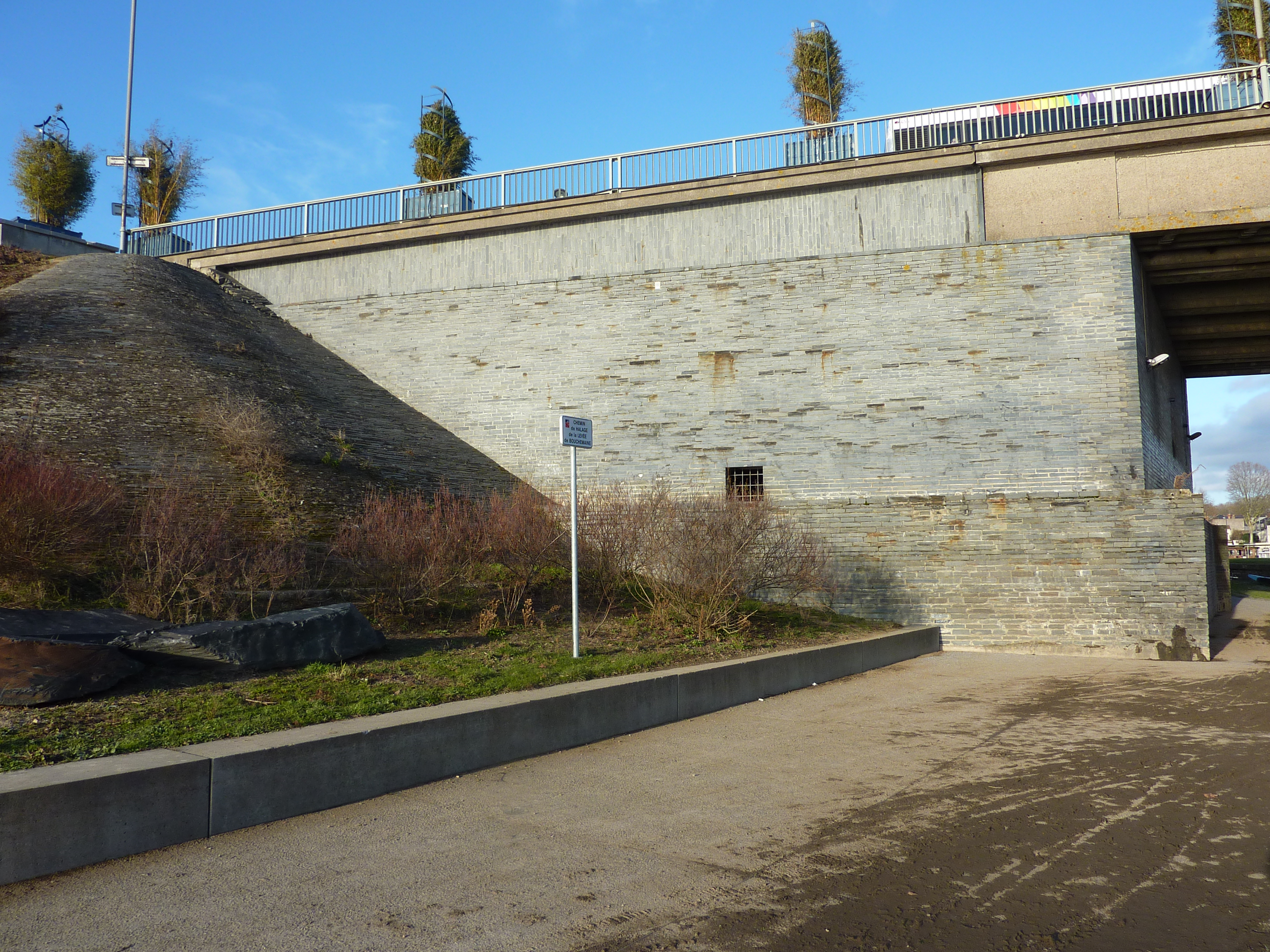
Culée ouest
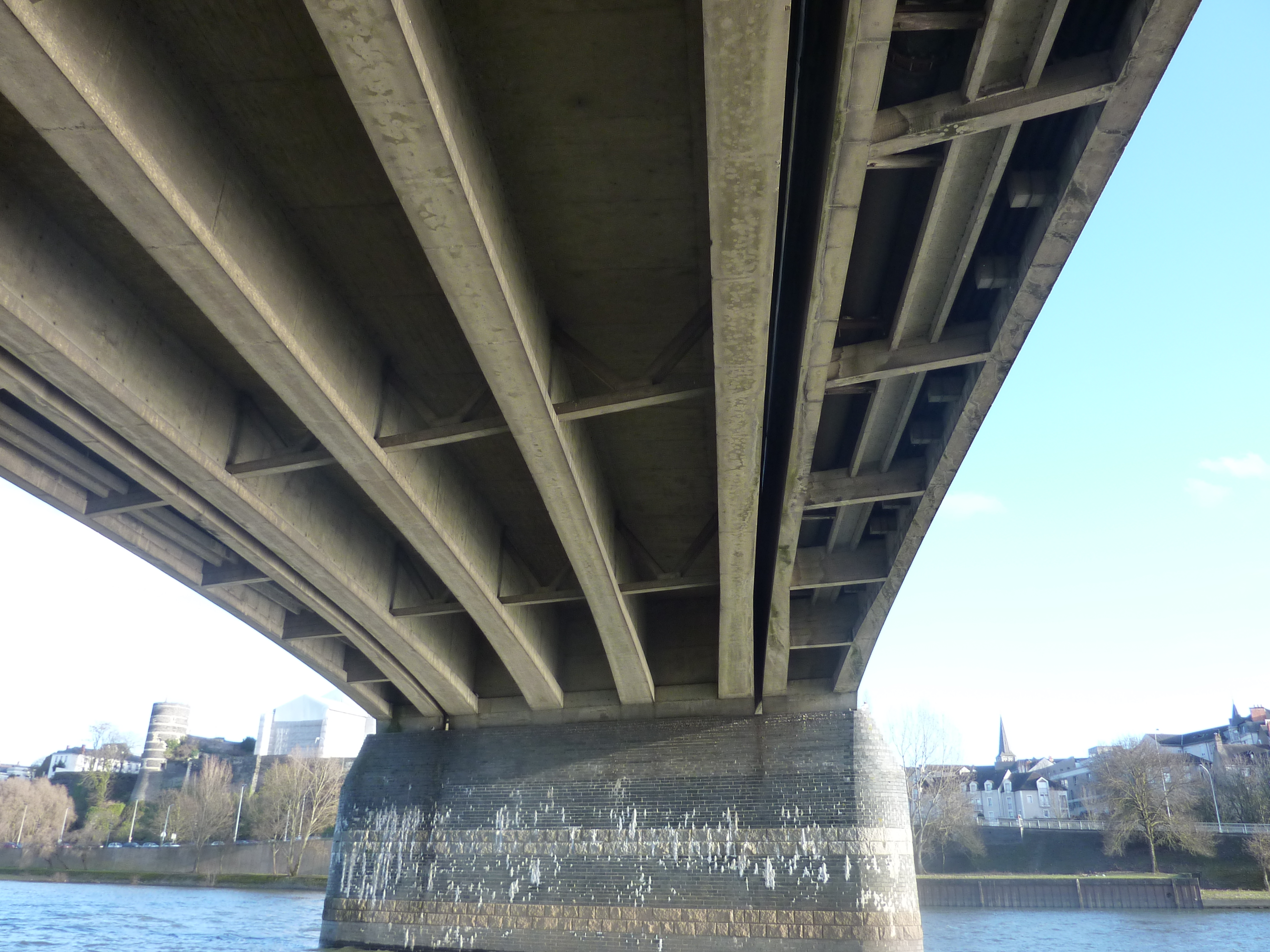
Dessous du tablier
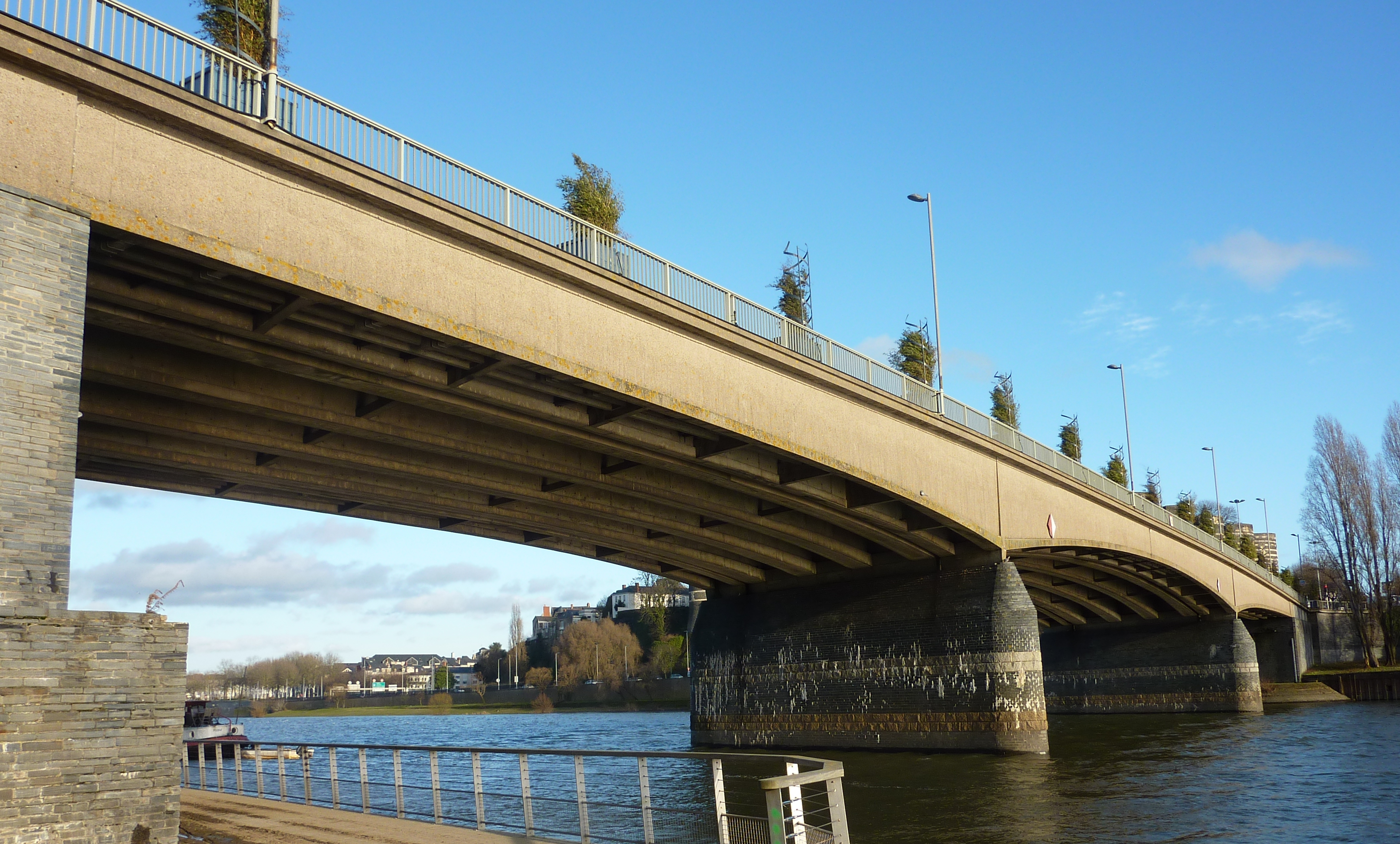
Vue d'ensemble
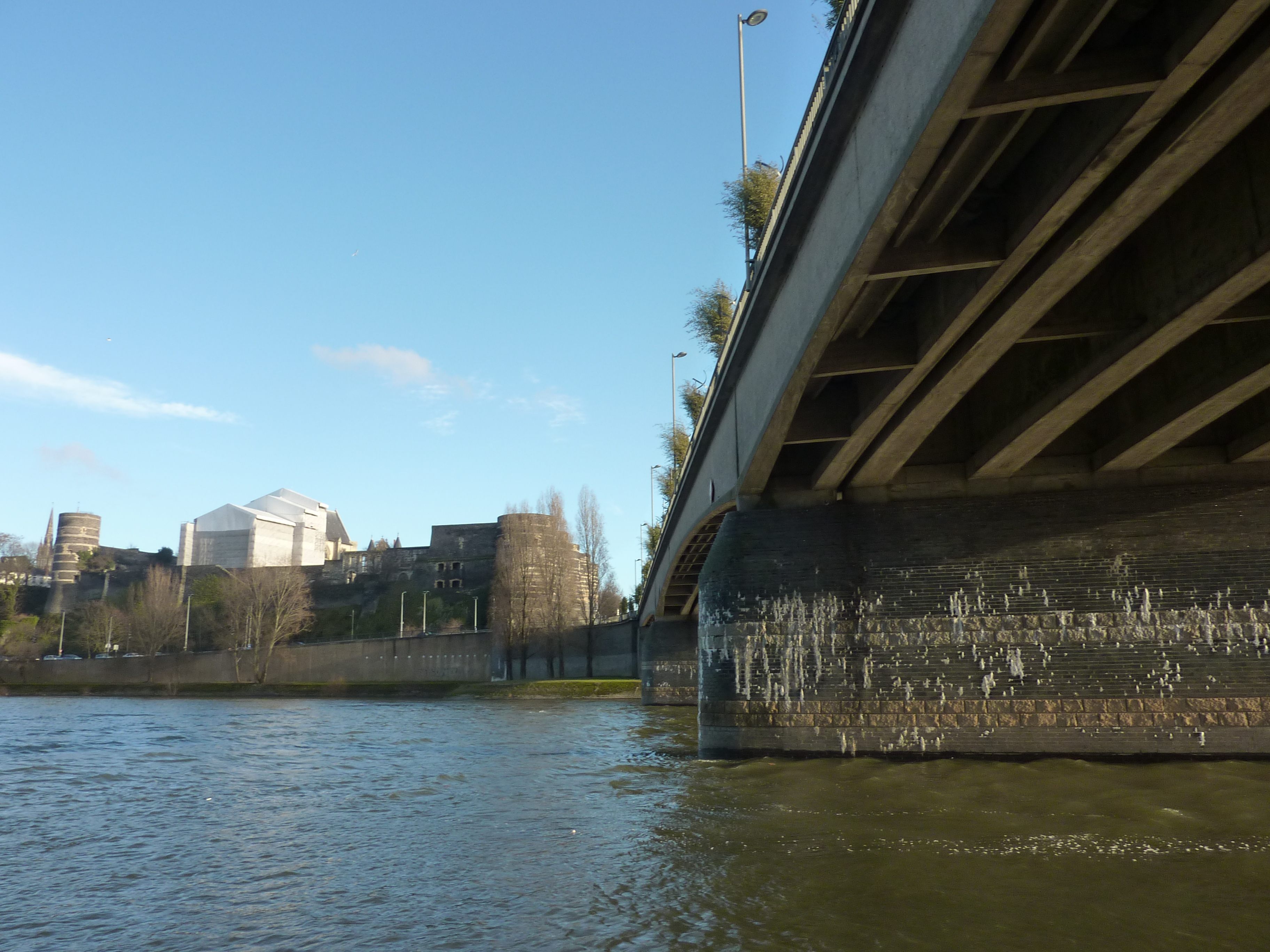
Vue sur le Château d'Angers
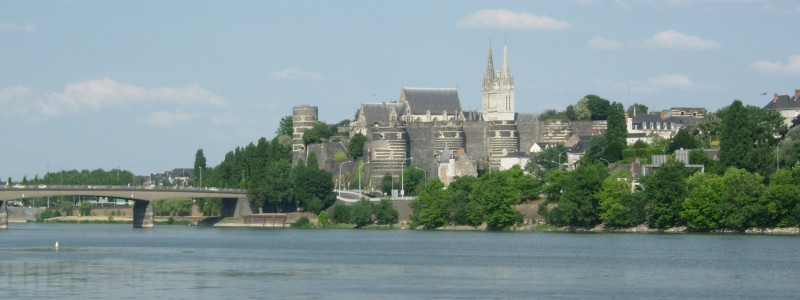
Le château d'Angers et le pont de la Basse-Chaîne